# Annalisa Tardino
Annalisa Tardino (Licata, 30 aprile 1979) è una politica italiana, eurodeputata per la Lega dal 2019 al 2024.

## Biografia
Consegue la maturità presso il Liceo classico "V. Linares" di Licata, e nel 2003 si laurea in giurisprudenza presso l'Università degli Studi di Palermo.
Nel 2006 si abilita all’esercizio della professione forense, e da allora esercita la professione di avvocato civilista sia nella sua città natale che a Palermo, occupandosi prevalentemente di problematiche giuslavoriste e di diritti sociali. Sposata, è madre di un figlio.
Nel 2010 è nominata membro del Comitato di Bioetica dell'azienda ospedaliera A.R.N.A.S Civico di Palermo, per il triennio 2011/2014. 
Nel 2011 consegue il titolo di dottore di ricerca in Diritto interno e Diritto Sovranazionale presso la Facoltà Giurisprudenza dell’Università di Palermo, e nel 2018 consegue il master di II livello in "Diritto e Management dei Servizi Sanitari e Sociosanitari, Ordinamento del Farmaco" presso l'Università degli Studi Roma Tre.

### Attività politica
Si presenta alle elezioni amministrative del 10 giugno 2018 come candidata a sindaco di Licata, sostenuta da Noi con Salvini e Fratelli d'Italia. La sua candidatura ottiene 3.473 preferenze pari al 19,69% dei consensi, piazzandosi dietro al candidato Giuseppe Galanti, sostenuto da Forza Italia e da liste civiche, che ottiene il 56,03% dei consensi. A settembre, aderisce ufficialmente alla Lega, e nell’ottobre dello stesso anno costituisce il Circolo della Lega di Licata, di cui assume il ruolo di presidente.
Alle elezioni europee del 26 maggio 2019, è candidata nella Circoscrizione Italia insulare, nella lista Lega - Salvini premier, e risulta eletta al Parlamento europeo con 32.884 preferenze, diventando la candidata leghista più votata nella sua circoscrizione dopo il capolista Matteo Salvini.
Il 2 luglio si insedia al Parlamento europeo, e si iscrive al gruppo Identità e Democrazia. È membro della commissione Libertà civili, giustizia e affari interni (LIBE), e supplente nelle commissioni Pesca e dei Bilanci.
Alle elezioni politiche anticipate del 2022 viene candidata alla Camera in diversi collegi plurinominali risultando eletta nel collegio Sicilia 1 - 02. Successivamente viene scartata dopo un ricalcolo.
L'11 gennaio 2023 viene candidata dal suo gruppo alla carica di vicepresidente dell'Europarlamento  Nel febbraio del 2024 viene sostituita da Claudio Durigon come commissario del partito in Sicilia così da potersi concentrare sulla campagna elettorale per le europee di giugno. Si candida quindi come capolista della Lega nella circoscrizione isole. Con circa 17.700 preferenze raccolte si piazza quarta senza essere rieletta.